# استئصال اللوزتين
استئصال اللوزتين (بالإنجليزية: tonsillectomy)‏ هي عملية جراحية لإزالة كلتا اللوزتان من التجويف الذي على جانبي البلعوم والذي يُدعي بالحفرة اللوزية.
تُجرى العملية في حالات التهاب اللوزتين الحاد المتكرر، انقطاع النفس الانسدادي النومي، انسداد المجرى التنفسي الانفي، الشخير، الخناق وخراج اللوزة.
تعتبر عملية استئصال اللوزتين من أكثر العمليات التي تُجرى للأطفال في الولايات المتحدة الأمريكية.

## الاستخدامات الطبية

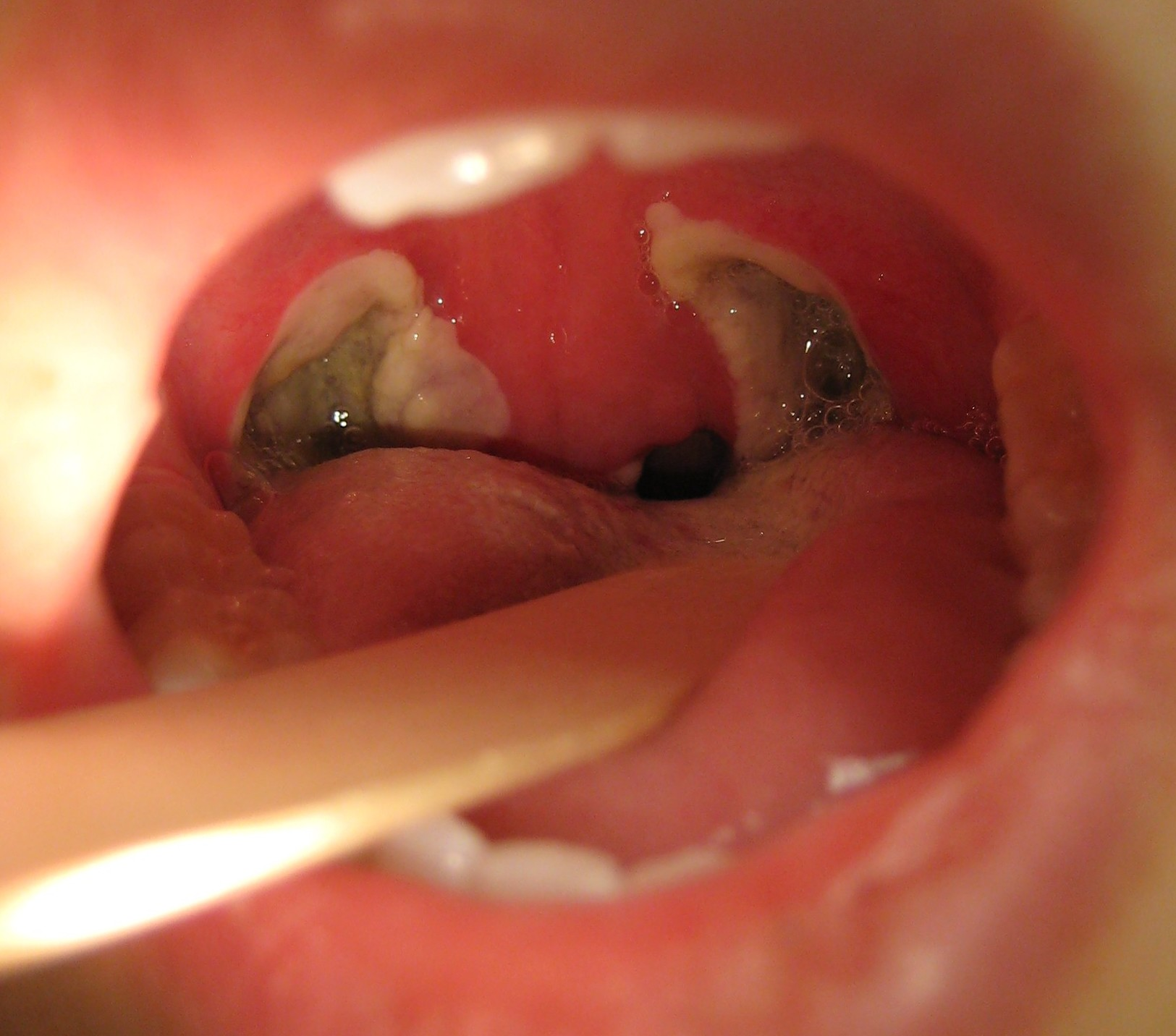
3 أيام بعد عملية استئصال اللوزتين

تُجرى عملية استئصال اللوزتين في حالات التهاب اللوزتين الحاد والمتكرر. تبلغ اللوزتين أكبر حجم لهما عند سن ثلاث سنوات ثم يبدأ حجمهما بالتراجع تدريجياً. عادةً استئصال اللوزتين يكون آخر الحلول مالم تتكرر العدوى الالتهابية. نسبة قرار إجراء عملية استئصال اللوزتين تختلف وفقاً لحدة وعدد مرات التهاب اللوزتين. في الغالب، حالة التهاب حادة واحدة غير كافية لإجراء العملية.
في عام 1983، حدد دكتور باراديس المعايير أو الشروط التي تستدعي إجراء العملية وفقاً لمعدل مرات الإصابة بـالتهاب اللوزتين كالآتي:
«سبع مرات أو أكثر في العام الواحد، خمس مرات أو أكثر في العام ولمدة عامان، ثلاث مرات أو أكثر في العام ولمدة ثلاث سنوات هي مؤشرات مطلقة وكافية لإجراء عملية استئصال اللوزتين»
وفقاً للمبادئ التوجيهية الصادرة من الأكاديمية الأمريكية لطب الأذن والأنف والحنجرة-جراحة الرأس والرقبة لعام 2012 فإن مؤشرات ضرورة استئصال اللوزتين هي كالآتي:
«يوصي الأطباء بإجراء استئصال اللوزتين في حالات التهاب الحلق المتكررة بمعدل 7 مرات على الأقل في العام الماضي، أو 5 مرات على الأقل لكل عام من العامين الماضيين، أو 3 مرات على الأقل لكل عام من الثلاث أعوام الماضية مع وجود وثائق في السجل الطبي حول كل حالة التهاب حلق، بالإضافة إلى ما يأتي: درجة الحرارة> 38.3، تضخم العقد اللمفاوية، افرازات من اللوزتين، نتيجة إيجابية لتحليل المجموعة A بيتا -بكتيريا الدم الانحلالي.»
تُجرى عملية استئصال اللوزتين أيضا لحالات حصى اللوزتين المزمن.
مؤخراً قامت الأكاديمية الأمريكية لطب الأذن والأنف والحنجرة-جراحة الرأس والرقبة بإصدار بعض التوصيات الخاصة باستئصال اللوزتين: .
1. يجب مراقبة حالات التهاب الحلق بحذر إذا حدثت أقل من 7 مرات في السنة الماضية، أو أقل من 5 مرات لكل عام من العامين الماضيين، أو أقل من 3 مرات لكل عام من الأعوام الثلاث الماضية.
2. تشخيص الطفل بالتهاب الحلق المتكرر عندما لا يحقق المعايير في العبارة المقتبسة الثانية للعوامل المحورة، والتي لا تفضل استئصال اللوزتين والتي قد تشمل ولكن لا تقتصر على العديد من المضادات الحيوية للحساسية، حمى دورية، قرحة فموية، التهاب البلعوم والعقد اللمفاوية.
3. يجب أن يسأل الطبيب الأشخاص الذين يقومون برعاية الطفل الذي يعاني من عدم انتظام التنفس اثناء النوم وتضخم اللوزتين، عن مشاكل مرضية أو سلوكية قد تكون تطورت بعد إجراء عملية استئصال اللوزتين كتأخر في النمو أو ضعف الأداء المدرسي، أو سلس البول والمشاكل السلوكية.
4. يجب أن ينصح الطبيب باستئصال اللوزتين كوسيلة لتحسين صحة الأطفال الذين لديهم نتيجة تخطيط النوم غير طبيعية ويعانون من عدم انتظام التنفس أثناء النوم وتضخم اللوزتين.
5. يجب التحذير بأن مشكلة عدم انتظام التنفس أثناء النوم قد تستمر بعد عملية استئصال اللوزتين؛ لذا تتطلب الحالة المزيد من الرعاية.
6. ينبغي على الأطباء الذين يقومون بعملية استئصال اللوزتين أن يحددوا نسبة النزيف الأولية والثانوية بعد العملية.

### الفاعلية
اشارت الأدلة العلمية إلى ان استئصال اللوزتين يخفف من وتيرة وشدة التهاب الحلق المتكرر، ولكن لا يتخلص منه بشكل نهائي.أي إذا كان الطفل يعاني من التهاب الحلق 6 مرات سنوياً، فإنه من الممكن أن تخف تلك الوتيرة إلى 3 مرات سنوياً بعد استئصال اللوزتين.

## المضاعفات
قد يُعطى المريض جرعة واحدة من عقار ديكساميتازون أثناء الجراحة لمنع القيء بعد العمليات الجراحية، وفي دراسة عامة وجدت أن عقار ديكساميتازون قد نفع في واحد من بين كل خمس أطفال فقط.
ونصت دراسة حديثة على أن إجراء استئصال اللوزتين عند الأطفال الصغار من عمر (0-7) سنوات، يرتبط مع زيادة الوزن في السنوات التالية من عمر الجراحة.
معدل الإصابة بالأمراض المتعلقة باستئصال اللوزتين هو 2% إلى 4%، وغالباً يكون بسبب النزيف بعد العملية. بينما نسبة الوفيات هو 1 من كل 15,000 عملية استئصال لوزتين، ويكون سبب الوفاة إما بسبب نزيف ما بعد العملية، أو لانسداد مجرى الهواء أو مضاعفات التخدير.

## المعدل
يتم إجراء أكثر من 530,000 عملية سنوياً للأطفال الذين تقل أعمارهم عن 15 سنة في الولايات المتحدة. معدل استئصال اللوزتين الحالي هو 0.53 لكل ألف طفل و1.46 لكل ألف طفل لاستئصال اللوزتين واللحمية معاً.

## التأثير على جهاز المناعة
لا يزال هنالك الكثير من الجدل حول ما إذا كان استئصال اللوزتين قد يؤثر سلباً على الجهاز المناعي. ومع ذلك، أكدت دراسات وجود علاقة بين استئصال اللوزتين في تاريخ المريض ومجموعة واسعة من الأمراض، مثل:
- لمفوما هودجكين [13][14][15][16]
- لمفوما لاهودجكينية [17]
- سرطان الحنجرة [18]
- سرطان المريء [19]
- سرطان الغدة الدرقية[20]
- سرطان الثدي[21][22][23]
- سرطان البروستات[24]
- سرطان قاعدة اللسان[25]
- ابيضاض الدم[26][27][28]
- ربو[29]
- حمى القش[30][31]
- متلازمة القولون المتهيج[32]
- داء كرون[33][34][35][36][37]
- التهاب الزائدة الدودية [38]
- نوبة قلبية[39]
- غرناوية (ساركويد)[40]
- التهاب المفاصل الروماتويدي[41][42]
- التهاب الأذن الوسطى[43]
- تصلب متعدد[44][45][46][47]
- التهاب العنق العميق[48]
- شلل الأطفال[49][50][51][52]
- التهاب الهلل المتكرر.[53]
- التهاب الأقنية الصفراوية الأولي[54][55]
- التهاب الجيوب[56]
- باندز[57]

دراسات أخرى وجدت أن استئصال اللوزتين قد يؤدي إلى:
- انخفاض مستويات الأجسام المُضادة.[58]
- انخفاض مستوى الغلوبيولين المناعي أ.[58][59][60]
- انخفاض مستوى الغلوبيولين المناعي ج3.[61]
- زيادة خطر الإصابة بـأمراض المناعية الذاتية.[62]
- زيادة في معدل الوفيات بين سن 18 و 44 سنة.[63]
- زيادة خطر الإصابة بـالأمراض المُزمنة.[64]
- زيادة خطر الإصابة بالسرطانات بشكل عام.[23]
- زيادة خطر الإصابة بـالأمراض التنفسية.[65]
- زيادة خطر الإصابة بـالعدوى.[65]

## صور إضافية

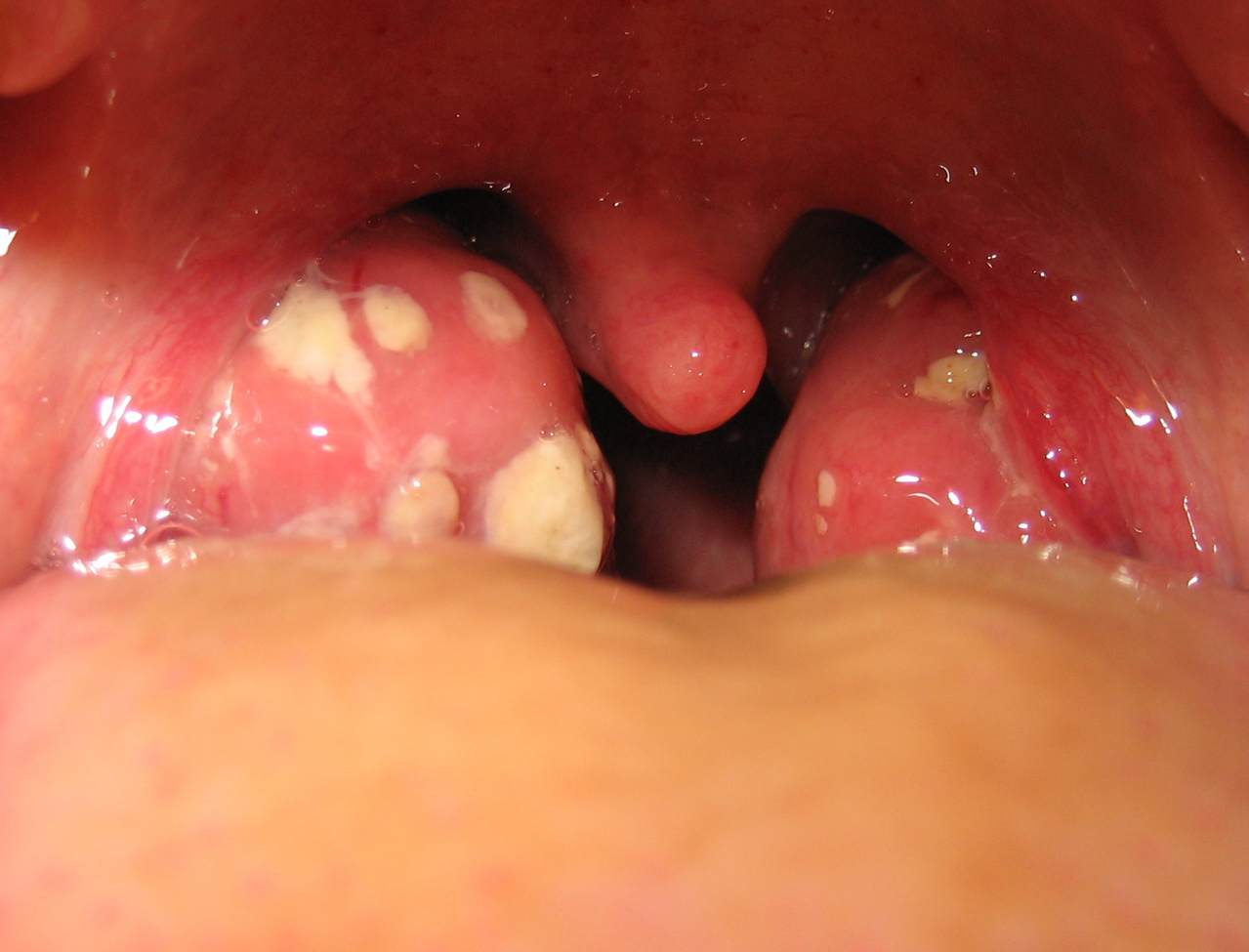
حلق مصاب بحصى اللوزتين
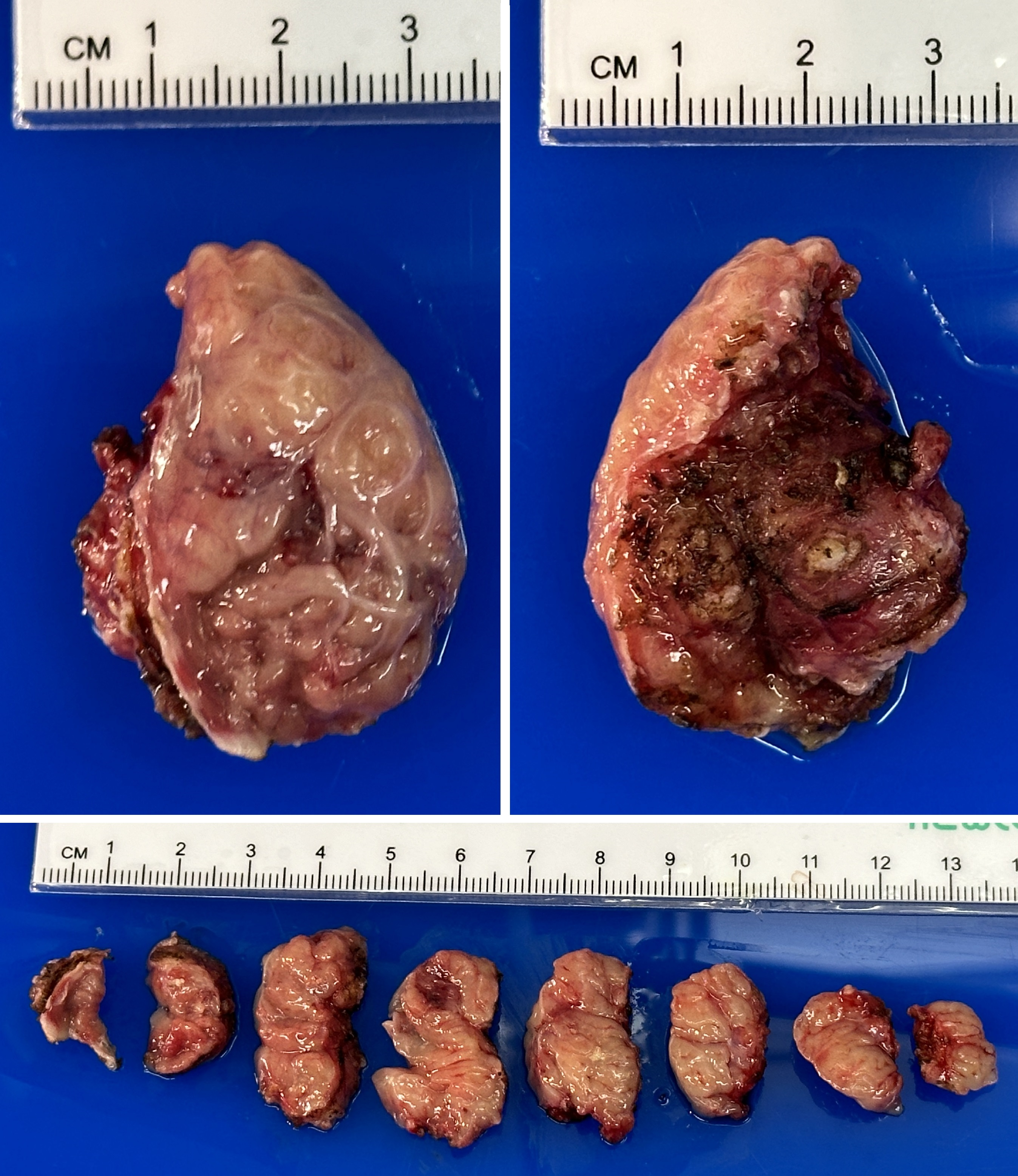
لوزتان مستأصلتان.
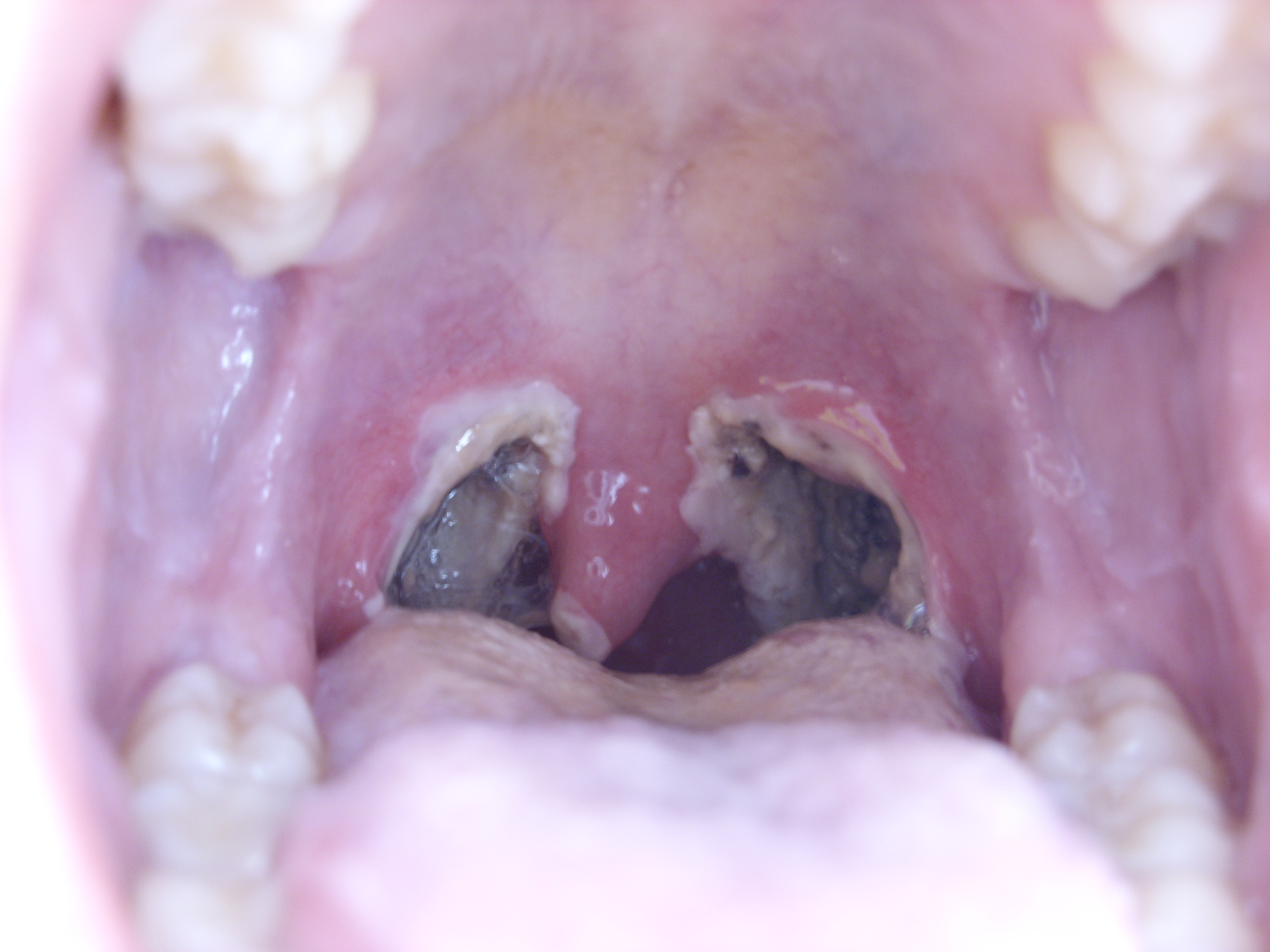
الحلق بعد يوم واحد من الاستئصال.
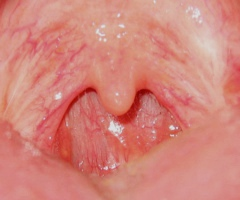
الحلق بعد أيام من الاستئصال.

## اقرأ أيضاً
- مشرط توافقي
- تقييم الفم
- لحمية